# Kreissparkasse Grafschaft Diepholz
Die Kreissparkasse Grafschaft Diepholz war eine öffentlich-rechtliche Sparkasse mit Sitz in Diepholz im Bundesland Niedersachsen und wurde am 1. April 1865 gegründet. Ihr Geschäftsgebiet erstreckte sich über den südlichen Landkreis Diepholz. Es entsprach damit dem früheren, bis 1977 bestehenden Landkreis Grafschaft Diepholz. Der nördliche Teil des heutigen Landkreises wurde durch die Kreissparkasse Syke abgedeckt, mit welcher die Kreissparkasse Grafschaft Diepholz am 1. Juli 2024 rückwirkend zum 1. Januar 2024 zur „Kreissparkasse Diepholz“ fusionierte.

## Organisationsstruktur
Die Kreissparkasse Grafschaft Diepholz war eine Anstalt des öffentlichen Rechts. Rechtsgrundlagen sind das Niedersächsische Sparkassengesetz und die durch den Landkreis Diepholz als Träger der Kreissparkasse erlassene Satzung. Organe der Sparkasse waren der Vorstand und der Verwaltungsrat.
Geschäftsstellen befinden sich in Barnstorf, Drebber, Ehrenburg (SB-Geschäftsstelle), Kirchdorf, Lembruch (SB-Geschäftsstelle), Lemförde, Neuenkirchen, Rehden, Siedenburg, Ströhen, Sudwalde, Sulingen, Varrel und Wagenfeld. Diese werden im Zuge der Fusion durch die Kreissparkasse Diepholz weiterbetrieben.

## Sparkassen-Finanzgruppe
Die Kreissparkasse Grafschaft Diepholz ist Teil der Sparkassen-Finanzgruppe und gehört damit auch ihrem Haftungsverbund an. Er sichert den Bestand der Institute und sorgt dafür, dass sie auch im Fall der Insolvenz einzelner Sparkassen alle Verbindlichkeiten erfüllen können. Die Sparkasse vermittelt Bausparverträge der regionalen Landesbausparkasse, offene Investmentfonds der Deka und Versicherungen der VGH Versicherungen. Im Bereich des Leasing arbeitet die Kreissparkasse Grafschaft Diepholz mit der  Deutschen Leasing zusammen. Die Funktion der Sparkassenzentralbank nimmt die Nord/LB wahr.